# 유성의 록맨 (비디오 게임)
《유성의 록맨》은 캡콤이 제작한 닌텐도 DS용 액션 롤플레잉 게임이다. 《록맨》의 하위 시리즈 《유성의 록맨》 첫 번째 작품으로, 서양 지역에선 《메가맨 스타 포스》라는 제목으로 발매됐다. 일본에서 2006년 12월 14일 처음 출시됐으며, 당시 각각 독자적인 카드와 변신을 가진 페가수스, 레오 및 드래곤 세 가지 버전으로 발매됐다. 드래곤 버전의 경우 북미에선 게임스톱과 EB 게임스 상점에서만 한정적으로 판매됐다.
게임 내 시간대상 이전에 발매된 《록맨 에그제》의 미래로, 게임플레이면에서도 해당 게임의 영향을 깊게 받았다. 차이점은 플레이어와 상대방 측 모두 3x3 형태의 격자판에서 자유롭게 움직일 수 있는 《록맨 에그제》의 전투 시스템과는 달리, 3x5로 구성된 3D 전투 필드에서 플레이어는 한쪽 끝 줄의 세 타일에서만 움직일 수 있다는 것이다. 일본에선 게임 출시 전 동명의 애니메이션과 만화가 먼저 시장에서 선보였다.
2007년 11월 22일 후속작 《유성의 록맨 2》가 발매됐다.

## 반응
일본에서 출시 첫 주에서 《유성의 록맨》 세 가지 버전 모두 다 판매 순위 10위에 드는 것에 실패했다. 그러나 미디어 크리에이트의 판매 기록에 따르면, 2006년 말까지 일본서 세 가지 버전을 합쳐 총 219,171장의 판매량을 기록했으며 그 해 일본에서 59번째로 가장 많이 팔린 게임이었다고 한다. 2007년에는 추가 판매량 374,504장을 기록해 그 해 37번째로 가장 많이 팔린 게임이 됐으며 일본서만 총 판매량이 593,675장인 것이 됐다.

## 참조
1. ↑  일본어: 流星のロックマン
2. ↑  영어: Mega Man Star Force